# Socalchemmis cruz
Socalchemmis cruz is een spinnensoort uit de familie Tengellidae. De soort komt voor in de Verenigde Staten. 